# Gus Leonard
Gus Leonard (Marsiglia, 4 febbraio 1859 – Los Angeles, 27 marzo 1939) è stato un attore statunitense.
Ha preso parte a oltre 200 produzioni cinematografiche tra film e cortometraggi, dal 1914 al 1937.

## Filmografia parziale
- Wurra-Wurra, regia di William Beaudine (1916)
- Il regno di Tulipatan (His Royal Slyness), regia di Hal Roach (1920)
- Her Reputation, regia di John Griffith Wray (1923)
- The Girl I Loved, regia di Joseph De Grasse (1923)
- Coney Island, regia di Ralph Ince (1928)
- Abbasso la pappa (Mush and Milk), regia di Robert F. McGowan (1933)
- Teacher's Beau, regia di Gus Meins (1935)
- The Lucky Corner, regia di Gus Meins (1936)